# دمیرکاش (بایبورد)
دمیرکاش {{ترکی|Demirkaş) (به ارمنی: Բուռնազ) (به کردی: Bûrnaz) یک منطقهٔ مسکونی در ترکیه است که در بایبورد واقع شده‌است. دمیرکاش ۲۴۷ نفر جمعیت دارد.